# Integrovaný informační systém Státní pokladny
Integrovaný informační systém Státní pokladny (IISSP, zkráceně Státní pokladna) slouží české vládě ke sledování toku financí ve státních organizacích a podnicích. Obdobný systém má údajně také Finsko.

## Česko
Základním cílem Integrovaného informačního systému Státní pokladny bylo efektivní a transparentní řízení veřejných financí. Smyslem IISSP jsou činností Státní pokladny spočívající v adresném plánování, evidenci a realizaci příjmů a výdajů státu, investičním, neinvestičním i finančním účtování o majetku státu, okamžitém účetním zachycení jakéhokoli pohybu při nakládání s aktivy a pasivy státu, zavedení automatizovaných finančních a řídících kontrol při vynakládání prostředků státního rozpočtu a dále ve výkaznictví o hospodaření státu. 
Vedlejším efektem nového řešení mělo být jak vytvoření podmínek pro plnění závazků České republiky vůči EU, tak dosažení úspory peněžních, hmotných i lidských zdrojů optimalizací procesů, provázaností obou nových částí Státní pokladny (Centrálního účetního systému a Rozpočtového informačního systému) v reálném čase, zajištěnou konzistencí a dostupností dat, dlouhodobou stabilitou a užíváním, provozovaného IT systému IISSP. Zbývající dvě plánované části Státní pokladny byly nazvány  (Řízení státního dluhu a Platební styk).
Státní pokladnu (projekt) lze charakterizovat následujícím souborem plánovaných činností:
- finanční a rozpočtové plánování (programování veřejných výdajů)
- realizace rozpočtu,
- centrální systém účetních informací státu,
- řízení likvidity a dluhu,
- finanční a řídící kontrola (ex-ante a ex-post),
- centrální zpracování statistických výkazů a finančních analýz,
- platební styk a realizace jediného účtu státu.

Základním výstupem projektu Státní pokladny je informační systém, který integruje základní funkční bloky Státní pokladny zaměřené na řízení specifických procesů řízení a kontroly veřejných financí, kterými jsou následující subsystémy:
- Rozpočtový informační systém (RIS)
- Centrální účetní systém (CÚS)
- Řízení státního dluhu (ŘSD)
- Platební styk (PS)
- Monitor, prezentační systém k rozpočtovým a účetním informacím z IISSP. Data jsou zde aktualizována čtvrtletně.[1]

### Historie IISSP
2/2005oznámen záměr vytvořit systém státní pokladny
2/2008zrušeno výběrové řízení na realizaci projektu na podnět antimonopolního úřadu. Zadání totiž obsahovalo podmínku, aby projekt běžel na systému SAP.
7/2008vypsáno nové výběrové řízení. Vítězem se v září stalo, jako jediný uchazeč, sdružení firem IBM, Logica a SAP, nabídková cena byla 2,19 miliardy Kč.
1/2010systém Státní pokladny měl být uveden do provozu.
6/2010ukončen provoz ARIS (Automatizovaný rozpočtový informační systém), předchůdce IISSP. Data za účetní období let 2001 až 2009 jsou nadále přístupná přes ARISweb. Rovněž  Registr organizací systému ARIS (RARIS) již není dále aktualizován.
1/2012pilotní provoz modulů Realizace rozpočtu a Platební styk
12/2012Min. financí oznámilo náklady na vytvoření systému 3,4 miliardy korun a roční náklady na obsluhu systému kolem 500 milionů korun, později snad o něco méně.
4/2013Byl spuštěn veřejný portál Monitor. Nejvyšší kontrolní úřad uvedl, že "termín uvedení do provozu se postupně posunul o tři a půl roku a plánované výdaje vzrostly na dvojnásobek".
5/2013Ukončení projektu IISSP. Celkové dosavadní náklady na realizaci projektu IISSP činí 4,1 miliardy Kč.
9/2014Upgrade stávajícího redakčního systému a implementace nové struktury a  funkcionality webového portálu MF včetně samostatných webů Státní pokladna a Spořící dluhopisy. Cena 12 mil. Kč, opět formou jednacího řízení bez uveřejnění.
2014-16Firma HEWLETT-PACKARD dostala zakázku na podporu provozu IISSP formou jednacího řízení bez uveřejnění.
1/2015Společnost Státní pokladna Centrum sdílených služeb (SPCSS) vznikla odštěpením od Státní tiskárny cenin.
8/2015Stát zaplatil firmám IBM a SAP za dva tisíce nevyužitých softwarových licencí k IS Státní pokladna 300 milionů korun. Poslancům z kontrolního výboru to na jejich žádost sdělilo ministerstvo financí. Ministerstvo také údajně podalo trestní oznámení za nehorázně vysoké sazby za údržbu systému.
4/2018Min. financí prostřednictvím Státní pokladny centra sdílených služeb s.p. zadalo v otevřeném řízení podporu provozu IISSP za 297 mil. Kč bez DPH.
Tendr na IISSP tedy vyhrála společnost IBM, provázely ho ovšem problémy, které potvrdila i analýza VŠE.
Systém státní pokladny v roce 2012 propojil státní organizace, konkrétně data od 17 500 účetních jednotek, tedy například ministerstev, státních fondů, obcí, krajů, příspěvkových organizací nebo veřejných vysokých škol. V předraženém systému se částečně připravoval již státní rozpočet na rok 2013. K rozpočtovým modulům systému Státní pokladny byly tehdy připojeny i všechny organizační složky státu, kterých bylo 280.
Souběžně s implementací IISSP byla upravena i legislativa, především zákon č. 218/2000 Sb., o rozpočtových pravidlech.
Plánované náklady pouze na implementaci rozpočtového systému v rámci vlastního projektu IISSP byly cca 950 mil. Kč.

## Finsko
Finská státní správa začala v roce 2008 budovat rozsáhlý interní informační systém, který má obsáhnout kompletní finanční a personální administrativu napříč všemi státními organizacemi. Ve veřejném výběrovém řízení zvítězila společnost Logica. Celková hodnota projektu plánovaného na čtyři roky je kolem 50 milionů EUR.